# Plopeni
Plopeni – miasto w Rumunii, w okręgu Prahova. Liczy 10 tys. mieszkańców (2006).